# سعد أباد (فسا)
سعد أباد (بالفارسية: سعدآباد) هي قرية تقع في قسم صحرارود الريفي في إيران.